# Anathallis oblanceolata
Anathallis oblanceolata är en orkidéart som först beskrevs av Louis Otho Otto Williams, och fick sitt nu gällande namn av Rodolfo Solano Gómez och Soto Arenas. Anathallis oblanceolata ingår i släktet Anathallis och familjen orkidéer. Inga underarter finns listade i Catalogue of Life.